# Kelvin (football)
Pour les articles homonymes, voir Kelvin (homonymie).
Kelvin Mateus de Oliveira, plus communément appelé Kelvin, est un footballeur brésilien né le 1er juin 1993 à Curitiba dans l'État du Paraná. Il évolue au poste de milieu offensif au Náutico.

## Biographie
Le 3 avril 2019, le FC Porto annonce avoir trouvé un accord avec le joueur pour la résiliation de son contrat. Malgré le peu de matches joués, Kelvin aura laissé son empreinte dans l'histoire du club grâce à son but inscrit à la 92e minute de l'avant-dernière journée du championnat face au rival SL Benfica permettant au FC Porto de l'emporter et de prendre la tête du championnat pour être sacré champion une semaine plus tard.

## Carrière
- 2010-2011 :  Paraná Clube
- depuis 2011 :  FC Porto
  - 2011-2012 :  Rio Ave FC (prêt)
  - depuis jan. 2015 :  SE Palmeiras (prêt)[1],[2],[3]

## Palmarès
Avec le FC Porto :
- Champion du Portugal en 2013
- Vainqueur de la Supercoupe du Portugal en 2013

Avec le SE Palmeiras :
- Vainqueur de la Coupe du Brésil en 2015